# 马铺营站
马铺营站位于中华人民共和国河北省唐山市迁安市太平庄镇马铺营村，是津山铁路的一个铁路车站，建于1984年，距南仓站181公里，距山海关站122公里，现为四等站，由中国铁路北京局集团唐山车务段管辖，目前车站仅办理货运业务：办理整车、零担货物发到。